# Hwajeong
Hwajeong (화정?, 華政?; lett. "Politiche splendide"), anche nota con il titolo internazionale Splendid Politics, è una serie televisiva sudcoreana trasmessa su MBC TV dal 13 aprile al 29 settembre 2015, ispirata alla storia del principe Gwanghae ma con elementi inventati.

## Trama
Il principe Gwanghae, figlio di una concubina del re Seonjo, strappa il trono di Joseon al discendente legittimo di suo padre, il gran principe Yeongchang, e massacra i suoi oppositori. Mentre Yeongchang viene giustiziato, sua sorella maggiore, la principessa Jeongmyeong, riesce a scappare da palazzo e a sopravvivere alla carneficina. Per vendicarsi, Jeongmyeong si traveste da uomo e inizia a vivere da cittadina comune mentre trama vendetta.

## Personaggi e interpreti
- Principe Gwanghae, interpretato da Cha Seung-won
- Principessa Jeongmyeong, interpretata da Lee Yeon-hee
- Principe Neungyang, interpretato da Kim Jae-won
- Hong Ju-won, interpretato da Seo Kang-joon
- Kang In-woo, interpretato da Han Joo-wan
- Kang Joo-sun, interpretato da Jo Sung-ha

## Accoglienza
La serie non è riuscita a ottenere l'attenzione del pubblico a causa della trama giudicata noiosa e prevedibile, ma anche dispersiva, più focalizzata sui personaggi secondari anziché sulla protagonista Jeongmyeong. Il primo episodio ha registrato uno share nazionale del 10,5%, mentre l'ultimo ha raccolto il 7,8%, senza riuscire a imporsi sulla concorrenza.